# Oskar von Lauppert
Oskar von Lauppert (geboren 4. Februar 1858 in Sluin, Kroatien, Österreich-Ungarn als Joseph Oscar Emil Lauppert von Peharnik; gestorben 27. Oktober 1932 in Dortmund) war ein österreichischer Opernsänger im Bariton.

## Leben
Er wurde am Wiener Konservatorium von Hans Rokitansky und Josef Gänsbacher ausgebildet und wirkte in Graz 1882 und 1883, am Hoftheater in Braunschweig 1883 und 1884, Magdeburg, Straßburg von 1885 bis 1887, Basel, Stettin, Köln (erschien auch in Berlin zu Gast) etc. und zählen zu seinen besten Leistungen: „Holländer“, „Don Juan“, „Graf Luna“, „Figaro“ etc.
Er war seit 1886 mit Isabella von Lauppert-Martin verheiratet; die Ehe wurde 1928 in Dortmund geschieden.
Sein jüngerer Halbbruder war der Offizier Egon Lauppert.